# Angela Fensch
Angela Fensch (geboren 20. November 1952 in Schwerin) hat ihre fotografische Laufbahn als Model und Mannequin in der DDR begonnen. Bekannt wurde sie als Porträtfotografin. Ihre fotografischen Arbeiten erschienen in Zeitschriften und Magazinen wie Sibylle, Das Magazin und Für Dich. Bundesweit bekannt wurde sie für ihre fotografischen Milieu- und Langzeitstudien über Jugendliche in der Uckermark oder Generationenporträts.
Politisch setzt sie sich in der Initiative „Rettet die Uckermark“ gegen die Aufstellung von Windenergieanlagen ein.

## Leben und Wirken
Angela Fensch absolvierte eine Ausbildung zur Bibliothekarin an der Universitätsbibliothek der Humboldt-Universität Berlin, die sie 1971 abschloss. Ab 1972 arbeitete sie freiberuflich als Fotomodel und Mannequin, unter anderem für das Modeinstitut der DDR, den VHB Exquisit und Modezeitschriften. 1974 bekam sie als Autodidaktin eine Fotoassistenzstelle beim Fernsehen der DDR. Ab 1975 begann sie eine Ausbildung zur Fotografin, ein Jahr später erhielt sie einen Studienplatz an der Hochschule für Grafik und Buchkunst Leipzig. Nach dem Studium arbeitet sie als freiberufliche Fotografin im Auftrag von Zeitschriften der DDR sowie von Betrieben wie Pentacon Dresden, ORWO-Filmfabrik Wolfen, VEB Deutsche Schallplatte u. a.
Ab 1984 war sie Mitglied Verband Deutscher Journalisten VdJ und ab 1988 bemühte sie sich als Kandidatin um die Aufnahme in den Verband Bildender Künstler der DDR. In dieser Zeit hatte sie ihre ersten Einzelausstellungen.
Angela Fensch hat zwei Söhne (geb. 1977 und 1993). Sie lebt und arbeitet in Berlin und mit dem Bildhauer Florian Flierl im Landkreis Mecklenburgische Seenplatte.

## Bücher
- Kind – Frau. Ein fotografischer Essay aus der DDR. Benteli Verlag, Bern 1989
- Mann – Frau – Foto – Essay. Mit einem Vorwort von Silvia Schneider. edition q, Berlin 1991, ISBN 3-928024-25-6.
- Komponistinnen im Portrait. Eine Foto-Dokumentation über komponierende Frauen in Deutschland. Zusammen mit Adelheid Krause-Pichler, hrsg. von der GEDOK – Gemeinschaft der Künstlerinnen und Kunstfreunde – Gruppe Brandenburg e. V., Rangsdorf 2001, ISBN 3-934532-03-9.
- Schloß Wartin. Mit einem Text von Hans-Joachim Mengel. Edition Collegium Wartinum, 2003, ISBN 3-980894-60-6.
- Frauen – Portraits – Kinder. 1989 und 2005. Mit einer Einleitung von Matthias Flügge. Nicolaische Verlagsbuchhandlung, Berlin 2005, ISBN 3-894792-51-5.
- Progress – Jugendliche aus der Uckermark, 1996 und 2009. Vogelsang Verlag, Schmölln 2009, ISBN 978-3-939196-03-7.
- Empfängnis und Befangenheit. Mit einem Text von Bazon Brock. Edition Carpentier, Berlin 2013, ISBN 978-3-944637-12-9.